# Trioworld
Trioworld Group AB er en international svensk producent af plastemballage med hovedkvarter i Smålandsstenar i Småland. Selskabet blev etableret i 1983. De kendes især som en producent af plastikfilm til en række forskellige brancher. De har 16 fabrikker i 7 lande. I 2022 havde de en årsomsætning på 8,2 mia. svenske kroner.

## Danmark
Trioworld er tilstede i Danmark igennem datterselskabet Trioworld Nyborg A/S, som har en fabrik i Nyborg med 150 ansatte. Fabrikken var tidligere kendt som Nyborg Plast.